# Karlapalem
Karlapalem là một mandal thuộc huyện Guntur, bang Andhra Pradesh.